# منتخب صربيا لدوري الرغبي
منتخب صربيا الوطني لدوري الرغبي (بالصربية: Рагби 13 репрезентација Србије)‏ هو ممثل صربيا الرسمي في المنافسات الدولية في دوري الرغبي .